# لوفتفلوت 1
لوفتفلوت 1  (الأسطول الجوي الأول) كان أحد الأقسام الرئيسية في لوفتفافه الألمانية في الحرب العالمية الثانية. تم تشكيله في 1 فبراير 1939 من Luftwaffengruppenkommando 1 في برلين. خدمت مفرزة لوفتفافه في إستونيا ولاتفيا وليتوانيا وإيمولا، فنلندا للدعم الجوي لقوات المحور في المنطقة؛ بمكاتب القيادة في مالبيلس، لاتفيا، (26 يونيو 1944)، الجبهة الشرقية.

## الوحدات تحت قيادة الأسطول

### الاستطلاع الاستراتيجي
- شتاب/ فاجير 1 ( ريغا - Spilve )
- 3. (ف) / 22 ( ريغا - Spilve )
- 5. (ف) / 122 ( يلغافا )
- NASt 3 ( ريغا - Spilve )

## القادة
- المارشال الميداني ألبرت كسلرنغ، 1 فبراير 1939 - 11 يناير 1940
- غنرال أوبرست هانز يورغن ستومبف، 12 يناير 1940 - 10 مايو 1940
- الجنرال فيلهلم فيمر، 11 مايو 1940 - 19 أغسطس 1940
- الجنرال روبرت ألفريد كيلر، 20 أغسطس 1940 - 12 يونيو 1943
- غنرال أوبرست غونتر كورتين، 12 يونيو 1943 - 23 أغسطس 1943
- النرال كورت بفلوغبيل، 24 أغسطس 1943 - 16 أبريل 1945

## رئيس العمال
- اللواء الرائد فيلهلم سبيديل، 1 فبراير 1939 - 19 ديسمبر 1939
- جينيرال لوتنانت أولريش كيسلر، 19 ديسمبر 1939 - 25 أبريل 1940
- أوبرست هاينز هيلموت فون ووليش، 1 مايو 1940 - 9 مايو 1940
- جنرال مايجور روبرت كناوس، 9 مايو 1940 - 4 أكتوبر 1940
- جنرال مايجور أوتو شوبيل، 5 أكتوبر 1940 - 16 يناير 1941
- جنرال مايجور هاينز هيلموت فون ووليش، 16 يناير 1941 - 13 أكتوبر 1941
- جنرال مايجور الرائد هربرت ريخوف، 13 أكتوبر 1941 - 23 فبراير 1943
- جنرال مايجور الرائد هانز ديتليف هيرهودت فون روهدين، 23 فبراير 1943 - 24 أغسطس 1943
- جنرال مايجور كلاوس أوبي، 25 أغسطس 1943 - 24 ديسمبر 1944
- المقدم بول فيرنر هوزيل، 25 ديسمبر 1944 - 16 أبريل 1945